# Хохлово (Омская область)
Хохлово — село в Саргатском районе Омской области. Административный центр Хохловского сельского поселения.

## История
Основано в 1716 г. В 1928 г. состояло из 146 хозяйств, основное население — русские. Центр Хохловского сельсовета Саргатского района Омского округа Сибирского края.

## Население
| 1926 | 2010 |
| ---- | ---- |
| 761  | ↗784 |